# Kotriptilin
Kotriptilin (SD-2203-01) je triciklični antidepresiv (TCA). Ovaj lek nije plasiran na tržište.

## Literatura
- Triggle, David J. (1996). Dictionary of Pharmacological Agents. Boca Raton: Chapman & Hall/CRC.  0-412-46630-9.